# 2月16日
2月16日是阳历（平年）一年中的第47天，离全年的结束还有318天（闰年则还有319天）。

## 大事记

### 20世紀以前
- 1270年：立陶宛大公國大公特萊德尼斯的軍隊在卡魯塞戰役中擊敗立窩尼亞騎士團。
- 1862年：美國軍官尤利西斯·格蘭特率領聯邦軍在唐納爾遜堡之戰中擊敗邦聯軍。

### 20世紀
- 1910年：中国同盟会发生分裂，孙中山和章太炎分道扬镳。
- 1918年：立陶宛国民大会正式签署《立陶宛独立法案》，宣布立陶宛从俄罗斯恢复独立。
- 1923年：英国考古学家霍华德·卡特团队打开埃及第十八王朝法老图坦卡门的坟墓KV62。
- 1932年：东北最高行政委员会在日本支持下成立，溥仪任执政、郑孝胥任总理。
- 1934年：奥地利第一共和国军队击败奥地利社会民主党的准军事部队，为期5天的奥地利内战结束。
- 1940年：英國皇家海軍成功截擊並迫使納粹德國海軍阿爾特馬克號補給艦擱淺，救出299名英國戰俘。
- 1959年：在推翻富尔亨西奥·巴蒂斯塔政权后，出任古巴共和国总理。
- 1963年：以單曲《Please Please Me》首次取得成功。
- 1968年：台灣民航公司10號班機在台湾臺北縣林口鄉墜毀，造成21人死亡，42人受傷。
- 1976年：英國北海油田的奧克鑽油區正式運作。
- 1998年：自印尼飛往臺灣的中華航空676號班機，因重飛失敗於中正國際機場附近墜毀，造成202人罹難。

### 21世紀
- 2005年：《聯合國氣候變遷綱要公約》的補充條款《京都議定書》生效，旨在減少溫室氣體的排放。

## 逝世
- 1032年：宋英宗赵曙，北宋皇帝（1067年逝世）
- 1222年：日莲，日蓮宗创立者（1282年逝世）
- 1304年：元文宗图帖睦尔，元朝皇帝（1332年逝世）
- 1331年：薩盧塔蒂，義大利人文主義者（1406年逝世）
- 1497年：菲利普·梅兰希通，德国哲學家（1560年逝世）
- 1519年：加斯帕爾·德科利尼，法國軍人、政治人物（1572年逝世）
- 1556年：藤堂高虎，日本戰國時代至江戶時代武將、大名（1630年逝世）
- 1664年：尼古拉·法蒂奧·丟勒，瑞士數學家、自然哲學家、天文學家（1753年逝世）
- 1778年：約翰·科爾本，英國陸軍軍官，第一代西頓男爵（1863年逝世）
- 1822年：法蘭西斯·高爾頓，英國博學家（1911年逝世）
- 1865年：山下義韶，日本柔道家（1935年逝世）
- 1883年：及川古志郎，日本海軍大將（1958年逝世）
- 1893年：米哈伊爾·圖哈切夫斯基，蘇聯元帥（1937年逝世）
- 1909年：塔拉勒·伊本·阿卜杜拉，約旦國王（1972年逝世）
- 1909年：理察·麥當勞，美國企業家，世界首家及最大連鎖速食企業麥當勞創辦人之一（1998年逝世）
- 1916年：楊文明，越南共和國軍事、政治人物，越南共和國總統（2001年逝世）
- 1921年：华国锋，前中国共产党中央委员会主席、中華人民共和國國務院總理、中國共產黨中央軍事委員會主席（2008年逝世）
- 1925年：富田弘一郎，日本天文學家（2006年逝世）
- 1931年：高倉健，日本男演員（2014年逝世）
- 1933年：夏夢，香港電影女演員（2016年逝世）
- 1936年：伊利亞胡·殷巴爾，以色列指揮家
- 1937年：尤里·馬寧，俄羅斯數學家（2023年逝世）
- 1938年：吳桂賢，中國政治人物（2025年逝世）
- 1941年：金正日，朝鲜民主主义人民共和国最高元首，前朝鮮勞動黨中央委員會總書記、朝鮮國防委員會委員長（2011年逝世）
- 1942年：楊仁福，臺灣政治人物（2024年逝世）
- 1948年：秦煌，香港男演員
- 1950年：陳志遠，台灣音樂創作人（2011年逝世）
- 1958年：麗莎·洛林，美國女演員（2023年逝世）
- 1958年：陽帆，台灣藝人
- 1960年：鍾楚紅，香港女演員
- 1960年：遠山光，日本漫画家
- 1962年：伊藤俊人，日本男演員（2002年逝世）
- 1963年：李修平，中國電視節目主持人
- 1964年：劉青雲，香港男演員
- 1964年：白必圖，巴西足球运动员
- 1965年：瓦莱丽·特里耶维勒，法國政治記者
- 1965年：阿達馬·巴羅，甘比亞政治人物，現任甘比亞總統
- 1966年：朱約信，台灣歌手
- 1966年：雷有暉，香港组合太極樂隊成員
- 1966年：陳雅倫，香港女演員、歌手
- 1968年：華倫·艾利斯，英國漫畫家、小說家、編劇
- 1969年：羅曼·庫圖佐夫，俄羅斯陸軍少將（2022年逝世）
- 1970年：中込伸，日本職業棒球運動員
- 1970年：妮古拉·斯特金，英國政治人物，現任蘇格蘭首席部長
- 1971年：西田尚美，日本女演員
- 1973年：路易斯·蒙特內格羅，葡萄牙政治人物，現任葡萄牙總理
- 1974年：馬赫夏拉·阿里，美國男演員
- 1975年：相川七瀨，日本女歌手
- 1976年：小田切讓，日本男演員
- 1976年：京，日本音樂家、Dir en grey成員
- 1977年：佐伯日菜子，日本女演員
- 1979年：Eric，韓國男子偶像團體神話成員
- 1979年：瓦倫蒂諾·羅西，義大利世界摩托車錦標賽職業賽車手
- 1980年：陈重名，马来西亚男子羽毛球运动員
- 1981年：壽里，日本男演員、模特兒
- 1982年：文彼得，香港足球運動員
- 1982年：李珉廷，韓國女演員
- 1982年：卢佩·菲亚斯科，美國嘻哈歌手、音樂製作人
- 1983年：戴維斯，台灣男子籃球歸化球員
- 1983年：胡蝶，中國電視主播
- 1983年：艾潔妮絲·迪恩，英國模特兒、歌手
- 1985年：森惠，日本女性創作歌手
- 1987年：香椎由宇，日本女演員
- 1987年：三浦涼介，日本男演員
- 1988年：毛曉彤，中國女演員
- 1988年：張繼科，中國男子乒乓球運動員
- 1988年：金秀賢，韓國男演員
- 1989年：伊丽莎白·奥尔森，美国女演員
- 1990年：威肯，加拿大歌手、詞曲作家、唱片製作人
- 1991年：呂星辰，中國女演員
- 1991年：沙布納姆·納西米，阿富汗裔英國社會活動家、政治評論家
- 1992年：辜莞允，台灣女藝人
- 1993年：李亦喬，香港女演員
- 1993年：源田壯亮，日本職業棒球運動員
- 1994年：金聖柱，中國、韓國男子偶像團體UNIQ成員
- 1994年：熊谷健太郎，日本男性聲優
- 1994年：艾娃·麥斯，阿爾巴尼亞裔美國女歌手、詞曲作家
- 1995年：松岡茉優，日本女演員
- 1996年：小松菜奈，日本模特、演員
- 1996年：李烈音，韓國女演員
- 1997年：目黑蓮，日本男子偶像團體Snow Man成員
- 1998年：徐榮柱，韓國男演員
- 2002年：特魯爾斯·莫雷加德，瑞典男子乒乓球運動員
- 2003年：布萊恩·菲亞貝馬，挪威職業足球運動員
- 2004年：仲村星虹，日本女性偶像
- 生年不詳：吉岡麻耶，日本女性聲優
- 生年不詳：成瀨瑛美，日本女性偶像、聲優
- 生年不詳：都築真紀，日本編劇、漫畫家

## 出生
- 1279年：阿方索三世，葡萄牙國王（1210年出生）
- 1391年：約翰五世，拜占庭皇帝（1332年出生）
- 1457年：謙，明朝重臣，官至兵部尚書（1398年出生）
- 1665年：斯特凡·恰尔涅茨基，波兰军事家（1599年出生）
- 1755年：雨森芳洲，日本江戶時代儒者（1668年出生）
- 1755年：愛新覺羅允禵，原名胤禎，康熙帝第十四子，恂郡王（1688年出生）
- 1892年：亨利·沃爾特·貝茲，英國博物學家、昆蟲學家、探險家（1825年出生）
- 1904年：克勞德·鮑斯-雷昂，英國貴族，第十三代斯特拉斯莫爾和金霍恩伯爵（1824年出生）
- 1970年：裴頓·勞斯，美國生物學家（1879年出生）
- 1970年：爾敏·巴奈，印尼作家（1908年出生）
- 1956年：梅格納德·薩哈，印度天文物理學家（1893年出生）
- 1958年：司徒喬，中國畫家（1902年出生）
- 1980年：埃里希·休克爾，德國物理學家、物理化學家（1896年出生）
- 1988年：葉聖陶，中國現代作家、教育家及出版人（1894年出生）
- 1990年：凱斯·哈林，美國1980年代的街頭繪畫藝術家和社會運動者（1958年出生）
- 1992年：阿巴斯·穆薩維，黎巴嫩真主黨總書記（1952年出生）
- 1997年：吴健雄，美籍华裔物理学家（1912年出生）
- 1998年：許遠東，中華民國中央銀行行長（1927年出生）
- 1999年：伊雷，香港演員（1940年出生）
- 2000年：馮峰，香港導演（1916年出生）
- 2010年：尹志強，香港著名足球運動員及影視演員，有「亞洲第一中鋒」之稱（1956年出生）
- 2016年：布特羅斯·布特羅斯-加利，聯合國第六任秘書長（1922年出生）
- 2019年：布鲁诺·冈茨，瑞士电影演员（1941年出生）
- 2020年：麥理浩勳爵夫人，已故第25任香港總督麥理浩勳爵的遺孀（1920年出生）
- 2022年：連日清，臺灣昆蟲學、生物學家與公衛學學者，受尊稱為「臺灣抗瘧之父」（1927年出生）
- 2022年：克里斯蒂娜·卡爾德隆，智利民族誌學者、工匠、作家和文史工作者（1928年出生）
- 2022年：巴戈，台灣男演員（1954年出生）
- 2023年：黑崎真音，日本女歌手、作詞家（1988年出生）
- 2024年：阿列克謝·納瓦尼，俄羅斯律師、政治人物（1976年出生）
- 2025年：鄒家華，中國政治人物（1926年出生）
- 2025年：金賽綸，韓國女演員（2000年出生）

## 节假日和习俗
- 立陶宛：國慶日
- ：光明星节（纪念金正日诞辰）